# The Life Aquatic with Steve Zissou
The Life Aquatic with Steve Zissou is een Amerikaans filmkomedie uit 2004 onder regie van Wes Anderson. Hij werd hiervoor genomineerd voor de Gouden Beer op het Filmfestival van Berlijn 2005. Daarnaast werd de film genomineerd voor onder meer de Golden Satellite Awards voor beste filmkomedie, beste scenario en beste hoofdrolspeler (Bill Murray).

## Verhaal
De excentrieke diepzeeduiker en documentairemaker Steve Zissou heeft al jaren geen succes meer gehad. Als zijn goede vriend Esteban echter wordt opgegeten door een onbekende haaiensoort (waarnaar hij verwijst als "luipaardhaai"), besluit hij om nogmaals op reis te gaan, om het beest te vangen en te doden. Op het moment dat Zissou wil afmeren, komt hij een jongeman genaamd Ned (Wilson) tegen, die beweert zijn zoon te zijn. Zissou ontwikkelt al gauw een vriendschap met hem en Ned treedt aan als volwaardig lid van de crew. Wegens gebrek aan budget stelen Zissou en zijn bemanning hun materiaal van concurrent Alistair Hennessey (Goldblum) en gaan op weg met hun schip de "Belafonte".
De bemanning van de Belafonte bestaat uit doorgewinterde zeelui, die al jarenlang met Zissou samenwerken, waaronder Klaus Daimler, Zissou's rechterhand. Ook gaat er een hoogzwangere reporter mee (Blanchett), op wie Steve en Ned beiden verliefd worden.
Zissou's reis verloopt echter niet vlekkeloos. Op weg worden zijn secretaris en zijn kluis ontvoerd door piraten en de bemanning van de Belafonte besluit de achtervolging in te zetten. Het spoor wordt gevolgd naar een verlaten hotel op de fictieve "Ping-eilanden" en naast de secretaris wordt ook concurrent Hennessey vastgebonden aangetroffen, die de rest van de film met Zissou meereist.
Als de moed Zissou in de schoenen is gezonken, pikt de apparatuur plotseling een signaal op en hij besluit samen met Ned poolshoogte te nemen. De helikopter waarin ze zitten blijkt echter slecht onderhouden en bij een dramatische wending van het lot komt Ned om bij een crash. Zissou's woede en verdriet kennen geen grenzen nu de haai hem twee dierbaren heeft gekost en met zijn gehele bemanning duikt hij de diepte in om het beest te doden. Op het moment dat hij de haai in volle glorie ziet, vergaat hem echter zijn wraakzucht en hij laat de haai gaan.
In de laatste scène wint Zissou voor zijn documentaire een belangrijke filmprijs die zijn carrière weer op de baan krijgt, maar hij geeft hier weinig om; zijn innerlijke rust is hem meer waard.

## Rolverdeling
| Personage                | Acteur              |
| ------------------------ | ------------------- |
| Steve Zissou             | Bill Murray         |
| Ned Plimpton             | Owen Wilson         |
| Jane Winslett-Richardson | Cate Blanchett      |
| Eleanor Zissou           | Anjelica Huston     |
| Klaus Daimler            | Willem Dafoe        |
| Bill Ubel                | Bud Cort            |
| Alistair Hennessey       | Jeff Goldblum       |
| Oseary Drakoulias        | Michael Gambon      |
| Pelé dos Santos          | Seu Jorge           |
| Vladimir Woladarsky      | Noah Taylor         |
| Anne-Marie Sakowitz      | Robyn Cohen         |
| Vikram Ray               | Waris Ahluwalia     |
| Esteban du Plantier      | Seymour Cassel      |
| Intern #1                | Matthew Gray Gubler |

## Ontvangst
The Life Aquatic was een critische en commerciële flop. Na bescheiden successen als Rushmore en The Royal Tenenbaums, betekende deze film samen met The Darjeeling Limited het dieptepunt van Andersons carrière. Op Rotten Tomatoes behaalde de film een negatieve score van 56%. Op Imdb en Metacritic scoort de film overwegend positief met achtereenvolgens een 7,3 en een 6,2. Criticus en Pulitzer Prijs-genomineerde Matt Zoller Seitz noemde de film in zijn boek The Wes Anderson Collection echter vergelijkbaar met Jacques Tati's Playtime, Steven Spielberg's 1941 en Martin Scorsese's New York, New York; films waarvan de reputatie over de jaren verbeterde. En inderdaad heeft de film met de jaren een cultstatus gekregen.

## Trivia
- Hoofdpersonage Steve Zissou is vaag gebaseerd op Jacques Cousteau. Zo hebben de uniformen van Zissous team een grote gelijkenis met die van Cousteau. Verder wordt Zissou ook veel vergeleken met kapitein Ahab uit Moby Dick; in tegenstelling tot Ahab, gaat Zissou niet aan zijn wraakzucht ten onder.
- De film bevat diverse trucagebeelden. Zo is er voor de zeedieren gebruikgemaakt van stop-motion-animatie, wat de film een extra vleug surrealisme geeft.
- Volgens de effectenafdeling van de film, is de pop die gebruikt is voor de luipaardhaai met ruim drie meter een van de grootste stop-motionpoppen aller tijden.
- Anderson wilde voor de kostuums dezelfde stof gebruiken als de pakken in de originele Star Trek-serie, polyester bleek tijdens het filmen echter geen handige stof.
- Neds dood werd gebaseerd op de dood van een van de zoons van Cousteau, die op een soortgelijke manier om het leven kwam.

## Filmmuziek
| Track | Liedje                                             | Artiest                      |
| ----- | -------------------------------------------------- | ---------------------------- |
| 1.    | Shark Attack Theme                                 | Sven Libaek                  |
| 2.    | Loquasto International Film Festival               | Mark Mothersbaugh            |
| 3.    | Life on Mars?                                      | David Bowie                  |
| 4.    | Starman                                            | Seu Jorge (naar David Bowie) |
| 5.    | Let Me tell You About My Boat                      | Mark Mothersbaugh            |
| 6.    | Rebel Rebel                                        | Seu Jorge (naar David Bowie) |
| 7.    | Zissou Society Blue Star Cadets/Ned's Theme take 1 | Mark Mothersbaugh            |
| 8.    | Gut Feeling                                        | Devo                         |
| 9.    | Open Sea Theme                                     | Sven Libaek                  |
| 10.   | Rock 'n' Roll Suicide                              | Seu Jorge (naar David Bowie) |
| 11.   | Here's to you                                      | Joan Baez                    |
| 12.   | We Call them Pirates Out Here                      | Mark Mothersbaugh            |
| 13.   | Search and Destroy                                 | Iggy and the Stooges         |
| 14.   | La Nina de Puerta Oscura                           | Mark Mothersbaugh            |
| 15.   | Life on Mars?                                      | Seu Jorge (naar David Bowie) |
| 16.   | Ping Island/Lightning Strike Rescue Op.            | Mark Mothersbaugh            |
| 17.   | Five Years                                         | Seu Jorge (naar David Bowie) |
| 18.   | 30 Century Man                                     | Scott Walker                 |
| 19.   | The Way I feel inside                              | The Zombies                  |
| 20.   | Queen Bitch                                        | David Bowie                  |